# Лимани (код Амулијанија)
Лимани (грч. Λιμάνι) је приморско насељено место на острву Амулијани у општини Аристотел у периферији Средишња Македонија, Грчка. Према попису из 2021. године било је 26 становника.
Насеље представља пристанште за мештане Амулијанија. Води се као посебно насеље од 2002. године.